# Phước Gia
Phước Gia is een xã in het district Hiệp Đức, een van de districten in de Vietnamese provincie Quảng Nam. Phước Gia heeft ruim 800 inwoners op een oppervlakte van 45,9 km².
Phước Gia ligt op de linker oever van de Tranh.